# Bernardo II di Poitiers
Bernardo (... – 844/5) fu conte di Poitiers tra l'840 ed l'844.

## Origine
Non si conoscono gli ascendenti. Era il fratello del conte di Poitiers e poi conte d'Angoulême, Emenone e del conte d'Angoulême, Turpione

## Biografia
Suo fratello, Emenone, conte di Poitiers, fu sostenitore del re di Aquitania, Pipino I, e alla sua morte, secondo il monaco e storico, Ademaro di Chabannes, approvò l'elezione a re d'Aquitania, il figlio di Pipino I, Pipino II, opponendosi all'imperatore, Ludovico il Pio, che invase il Poitou e scacciò dalla contea Enemone ed il fratello Bernardo, dopo aver proclamato re di Aquitania, lo zio di Pipino II, il re dei Franchi occidentali, Carlo il Calvo. Mentre suo fratello, Emenone con l'altro fratello, Turpione si era rifugiato in Angouleme, Bernardo cercò rifugio presso il conte di Herbauges, Rinaldo.
Bernardo II, molto probabilmente fu insediato conte di Poitiers, nell'840, dopo la morte dell'imperatore, Ludovico il Pio, da Pipino II, che pur avendo perso il titolo aveva mantenuto il controllo dell'Aquitania, e prese parte alle lotte che coinvolsero il regno di Aquitania, anche dopo la Battaglia di Fontenay, dell'841, che vide Pipino II, tra gli sconfitti.
La morte di Bernardo II avvenne tra l'844 e l'845: secondo il Chronicon Aquitanicum, fu ucciso assieme al conte di Herbauges, Rinaldo, invece secondo gli Annales Engolismenses, fu ucciso, nell'844, assieme al figlio di Rinaldo, Hervé. Anche secondo il monaco e storico, Ademaro di Chabannes ed il Chronicon Santi maxentii Pictavinis Bernardo II fu ucciso assieme a Hervé, precisando che furono uccisi dal conte Lamberto, nell'845, l'anno dopo la morte di Rinaldo.

## Discendenza
La moglie di Bernardo II era Bilichilde, figlia del conte del Maine, Rorgone I e di Blichilde, come riporta il canonico di Reims, Flodoardo. Bilichilde, che era la sorella del conte del Maine, Rorgone II, e che, in seconde nozze, avrebbe sposato Rainolfo I, che era stato contrapposto a Bernardo II, nella contea di Poitiers, diede a Bernardo II due figli: 
- Bernardo III[11](?- dopo l'879), fu conte di Barcellona, marchese di Settimania (o di Gotia), dall'865 all'878, dall'866 fu anche conte di Poitiers, pur non avendone il titolo e dall'876 anche conte di Autun
- Emenone (?- dopo l'879), che fu scomunicato assieme al fratello e lo seguì nella sua ribellione[8].

### Fonti primarie
- (LA)  Monumenta Germaniae Historica, tomus II.
- (LA)  Monumenta Germaniae Historica, tomus XVI.
- (LA)  Chronicon Santi Maxentii Pictavinis.
- (LA)  Ademarus Engolismensis Historiarum.
- (LA)  Flodoardo, Remensis canonicus, Historiae Remensis.
- (LA)  Rerum Gallicarum et Francicarum Scriptores, Tomus IX.